# Revolução Rosa
A Revolução Rosa ou  Revolução das Rosas foi um movimento pacífico e popular ocorrido na Geórgia em 2003 que retirou do poder o presidente do país, Eduard Shevardnadze.

## Antecedentes
A Geórgia era governada por Eduard Shevardnadze desde 1992 (como Presidente da Geórgia desde 1995). Seu governo - e sua própria família - se viam cada vez mais associados com a crescente corrupção que limitava o crescimento econômico do país. O país continuava muito pobre para os padrões europeus. Duas regiões separatistas apoiadas pelos russos (Abecásia e Ossétia do Sul) mantinham-se fora do controle estatal de Tbilisi, e a república autônoma de Adjara era governada por um líder simpatizante do separatista Aslan Abashide. 
A crise política e econômica estava próximo de alcançar seu ápice momentos antes das eleições parlamentares realizadas em 2 de novembro de 2003. A aliança de Shevardnadze "Para uma Nova Geórgia" e de Abashidze "União pelo Renascimento Democrático" saíram derrotadas pelos partidos de oposição: o "Movimento de Unidade Nacional" de Mikheil Saakashvili e "Democratas-Burjanadze" liderados pela porta-voz do parlamento Nino Burjanadze e por Zurab Shvania.
Em 22 de novembro de 2003, os partidários de Saakashvili, levando rosas, interromperam uma sessão do parlamento e levaram o presidente Shevardnadze a deixar o prédio, proclamando em seguida estado de emergência, mas o exército não o obedeceu. 
Em 23 de novembro, após uma reunião com os líderes da oposição Saakashvili e Zurab Shvania, Shevardnadze anunciou sua renúncia. Nino Bourdjanadze, presidente do parlamento e membro da oposição, tornou-se a presidente interina. 
A corte suprema anulou os resultados das eleições parlamentares, tendo antecipado a eleição presidencial para 4 de janeiro de 2004, da qual saiu vitorioso Mikheil Saakashvili.